# Torre de Salazar

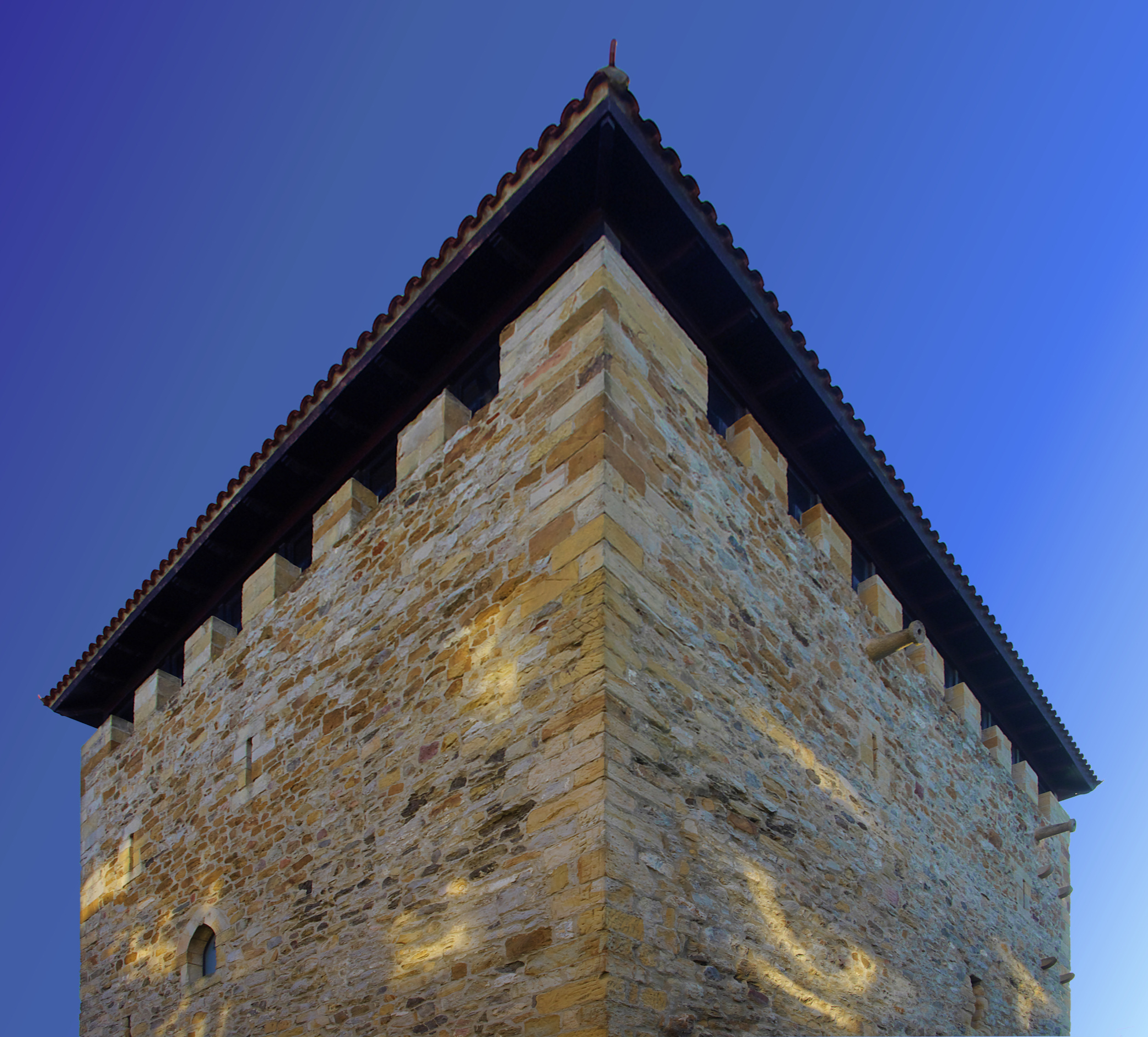
La torre vista desde abajo.

La casa torre de Salazar,  es una casa torre del siglo XIV, construida hacia 1380 en mampostería y se sitúa en la Villa de Portugalete (Vizcaya). Perteneció al linaje de los Salazar. La primera planta sirvió en un principio de jardín botánico siendo la segunda planta la dedicada a vivienda de los Salazar. Cuando murió el señor Salazar el linaje de la familia de Hildebrando de Moncayola irrumpió en la torre tomando el control de esta. La torre estuvo temporalmente bajo su poder. Después los herederos de Salazar recuperaron la torre y el resto de la historia perteneció a esta humilde familia. Tras esta pequeño problema entre los Salazar y los Moncayola finalmente ganaron los Salazar en una pelea. Se dice que a Hildebrando lo mataron de un golpe con un candelabro en la cabeza.
Alberga en su interior un museo con muestras y documentos sobre la historia de Portugalete y de Salazar, una sala de exposiciones temporales y un restaurante. Fue la casa de Lope García de Salazar.
Incendiada en el año 1934, quedó en ruinas y en el evento perdió una valiosa biblioteca que también se encontraba allí. Fue reconstruida entre los años 1958 y 1959 por el arquitecto Joaquín de Irizar. Tras la restauración de 2003 alberga una sala de exposiciones y un restaurante.